# Kajmakčalan
Kajmakčalan je najviši vrh planine Nidže s 2521 m nadmorske visine, na granici Republike Makedonije prema Grčkoj (Mariovo). 
Sačinjen je od gnajsa i granita, a poznat je kao poprište najžešćih borbi na Solunskom frontu tijekom Prvog svjetskog rata 1918. godine. Na njemu je podignuta spomen kapela gdje se nalazi i urna, u kojoj je bilo srce doktora Archibalda Reissa. Srce je nestalo tijekom bugarske okupacije teritorija Kraljevine Jugoslavije u Drugom svjetskom ratu.
Uz crkvu stoji i kosturnica u kojoj se nalaze ostatci poginulih ratnika.